# Point Hope
Point Hope és una població dels Estats Units a l'estat d'Alaska. Segons el cens del 2007 tenia 668 habitants.

## Demografia
Segons el cens del 2000, Point Hope tenia 757 habitants, 186 habitatges, i 151 famílies La densitat de població era de 46,1 habitants/km².
Dels 186 habitatges en un 54,8% hi vivien nens de menys de 18 anys, en un 50% hi vivien parelles casades, en un 19,4% dones solteres, i en un 18,3% no eren unitats familiars. En el 13,4% dels habitatges hi vivien persones soles el 2,2% de les quals corresponia a persones de 65 anys o més que vivien soles. El nombre mitjà de persones vivint en cada habitatge era de 4,07 i el nombre mitjà de persones que vivien en cada família era de 4,5.
Per edats la població es repartia de la següent manera: un 42,5% tenia menys de 18 anys, un 11,6% entre 18 i 24, un 26% entre 25 i 44, un 14,7% de 45 a 60 i un 5,2% 65 anys o més.
L'edat mediana era de 22 anys. Per cada 100 dones hi havia 122,6 homes. Per cada 100 dones de 18 o més anys hi havia 118,6 homes.
La renda mediana per habitatge era de 63.125 $ i la renda mediana per família de 66.250 $. Els homes tenien una renda mediana de 41.750 $ mentre que les dones 35.625 $. La renda per capita de la població era de 16.641 $. Aproximadament el 13,9% de les famílies i el 14,8% de la població estaven per davall del llindar de pobresa.

## Poblacions més properes
El següent diagrama mostra les poblacions més properes.